# Maesa conferta
Maesa conferta är en viveväxtart som beskrevs av Elmer Drew Merrill. Maesa conferta ingår i släktet Maesa och familjen viveväxter. Inga underarter finns listade i Catalogue of Life.